# Kaloula rigida
Kaloula rigida é uma espécie de anfíbio da família Microhylidae.
É endémica das Filipinas.
Os seus habitats naturais são: florestas secas tropicais ou subtropicais, florestas subtropicais ou tropicais húmidas de baixa altitude, regiões subtropicais ou tropicais húmidas de alta altitude, matagal húmido tropical ou subtropical, campos de gramíneas de baixa altitude subtropicais ou tropicais sazonalmente húmidos ou inundados, rios, rios intermitentes, terras aráveis, jardins rurais, áreas urbanas, terras irrigadas e áreas agrícolas temporariamente alagadas.
Está ameaçada por perda de habitat.